# Диас, Малин
Малин Софи Диас Петтерссон (швед. Malin Sophie Diaz Pettersson; род. 3 января 1994, Кируна, Норрботтен) — шведская футболистка, полузащитница.

## Ранняя биография
Малин Диас родилась в семье шведа Томаса Петтерссона и Клаудии Диас, которая в возрасте восьми лет прибыла в Швецию из Чили после военного переворота 1973 года.

## Клубная карьера
В октябре 2009 года, в возрасте 15 лет, Диас дебютировала за АИК в чемпионате Швеции, выйдя на замену в поединке против «Суннано». Спустя неделю она впервые вышла в стартовом составе, в матче с командой «ЖФК Коппарбергс/Гётеборг», в котором она также забила свой первый гол за клуб. Таким образом, Диас закончила сезон 2009 года, записав в свой актив два матча и один гол в чемпионате Швеции. После своего возвращения в состав АИКа в сезоне 2010 она провела 19 игр в рамках чемпионата Швеции, в 16 из которых она выходила в стартовом составе. В том сезоне Диас забила два мяча: один во время матча против «Кристианстада» 3 июля, закончившегося победой её команды со счётом 3:1, а другой во время ничейной игры (2:2) с «Умео» 19 сентября.

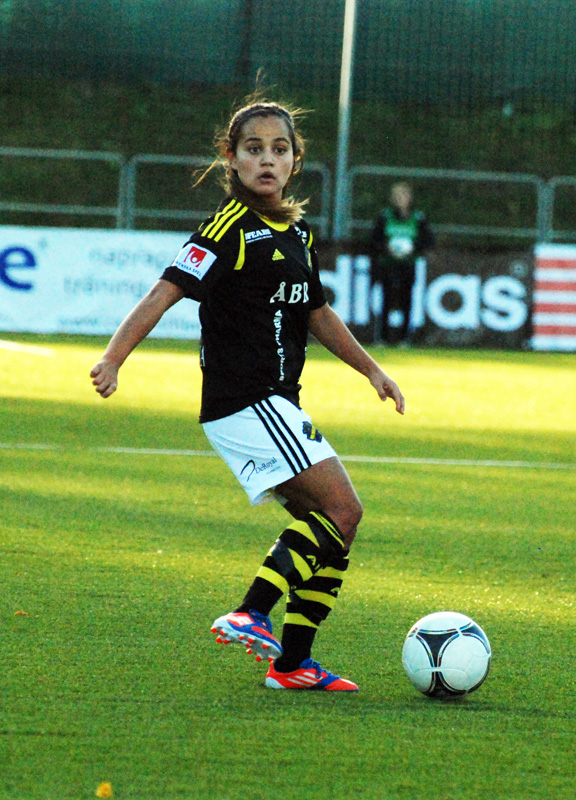
В составе клуба АИК в 2012 году

В следующем сезоне (2011), после вылета АИКа, Диас провела 17 матчей, забила два гола и сделала пять голевых передач в рамках шведского Первого дивизиона, а её команда смогла вернуться в элиту шведского женского футболу. В преддверии сезона 2012 года она подписала новый двухлетний контракт с клубом. В последовавшем чемпионате она сыграла 21 матч, проведя на поле в общей сложности 1656 минут.
В январе 2013 года, после очередного вылета АИКа, Малин Диас подписал контракт с командой «Тюресо», чемпионом страны. Она рассудила так, что несмотря на то, что пробиться в основной состав будет трудно, тренировки рядом со звёздными именами «Тюресо» будут способствовать её прогрессу в качестве игрока. Диас дебютировала за новую команду во время матча против «Суннано» 19 мая 2013 года, которую «Тюресо» выиграл со счётом 10:2.
Диас была разочарована своей ролью запасного игрока и почти собралась уходить из клуба, но в 2014 году она стала куда чаще выступать за основной состав. Она приняла участие в финале женской Лиги чемпионов УЕФА 2014 года, в котором футболистки «Тюресо» уступили немецкому «Вольфсбургу» со счётом 3:4. Её клуб в том же году был признан банкротом, его результаты в чемпионате были аннулированы, а все его игроки стали свободными агентами. В июне 2014 года «Умео» объявил о том, что они ведут переговоры о подписании контракта с Диас.
Вместо этого Диас подписала контракт с амбициозными новичком высшей лиги чемпионата Швеции «Эскильстуна Юнайтед ДФФ». Футболистка объясняла решила своё решение желанием расти в профессиональном смысле, что удобнее делать в стремительно прогрессирующей команде.

## Международная карьера

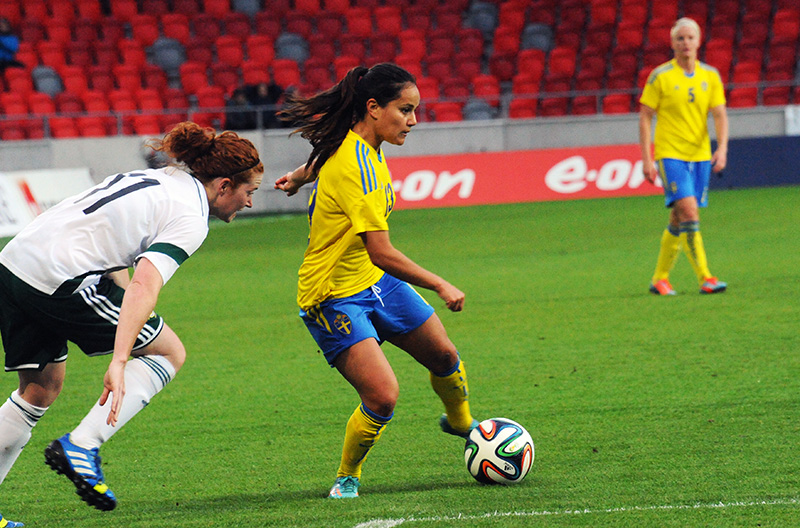
В составе сборной Швеции в 2014 году

В 2012 году Диас выступала за сборную Швеции на чемпионате Европы по футболу для девушек до 19 лет. Она забила победный гол шведской команды в дополнительное время финала (1:0) против Испании. Журналисты, освещавшие турнир для УЕФА, похвалили технику и прохождение Диас, назвав её в числе десяти «новых талантов».
В декабре 2012 года тренер основной сборной Швеции Пиа Сундхаге вызвала её в тренировочный лагерь команды в Босоне. Диас тогда также выступала за сборную Швеции до 23 лет.
В апреле 2014 года Диас была вызвана в главную сборную Швеции на отборочный матч чемпионата мира по футболу 2015 года против Северной Ирландии, выйдя  на замену после травмы Каролины Сегер.

## Достижения

### Международные
Швеция
- Чемпионка Европы среди девушек до 19 лет (1): 2012